# 삼토스와 댕기똘이
"삼토스와 댕기똘이"는 서울동화프로덕션에서 제작된 SF 영화이다. 귀여운 뚱보전사로 태어난 이용식의 활약으로 출연하였다.

## 상영정보
- 극장개봉: 1990년 1월 15일
- 비디오출시: 1990년 7월 1일 (VHS, 백록프로덕션)

## 등장인물

### 주인공
- 이용식: 삼돌이 역
- 장덕수: 똘이 역

### 주변 인물
- 이현순: 할머니 역
- 김정렬: 박충치 역
- 박미선: 오한심 역
- 이옥주: 오두심 역

### 그 외 인물
- 이석: 홍금보 역
- 조서희: 홍미란 역
- 이경규: 외눈썹 역
- 이문수: 또치 역
- 오요섭: 물감자 역
- 이재규: 쌍심지 역
- 박세범: 티토스 역
- 이세레나: 우직애 역
- 김진식: 박만정 역
- 김민정: 박초롱 역
- 양근복: 장대 역
- 이재은: 정다은 역

## 제작진
- 총감독·제작: 김청기
- 기획: 김춘범
- 촬영감독: 정운교
- 촬영부: 이석현, 박효성, 홍경표, 강성하
- 조명감독: 손영철
- 조명부: 이상률, 이재봉, 양건모, 김덕기
- 음악: 남우영
- 편집: 이경자
- 녹음담당: 김병수, 이성근
- 음향효과: 양대호
- 스틸: 양기주
- 분장: 장인한
- 특수효과: 정도안
- 의상: 권유진
- 색보정: 김승호
- 선화: 김미례
- 녹음·현상: 영화진흥공사
- 조감독: 심병섭, 임덕윤
- 기록: 조희순
- 제작부장: 최창돈
- 제작진행: 양근복, 최창수
- 후원: 월간우뢰매, 서울동화과학, 서동문고
- 각본·감독: 조명화

## 협찬
- 양목국민학교, 정행남치과의원